# Ley Smith-Mundt
La Ley de intercambio educativo y de información de los Estados Unidos de 1948 (Ley Pública 80-402), conocida popularmente como Ley Smith-Mundt, es una ley estadounidense desarrollada para regular la transmisión de programas para audiencias extranjeras producidos bajo la dirección del Departamento de Estado, prohibiendo la difusión nacional de materiales producidos por tales programas como una de sus disposiciones.
La ley fue presentada por primera vez por el congresista Karl Mundt en enero de 1945. Posteriormente fue aprobada por el Congreso y firmada como ley por el presidente Harry Truman el 27 de enero de 1948. La ley fue enmendada en 2012, lo permitió que los materiales producidos por el Departamento de Estado y la Junta de Gobernadores de Radiodifusión (BBG) se difundieran (ampliamente) dentro de los Estados Unidos.

## Provisiones
Hay 3 restricciones clave sobre el Departamento de Estado de Estados Unidos en la Ley Smith-Mundt.
La primera y más conocida restricción fue originalmente una prohibición de la difusión nacional de materiales destinados a audiencias extranjeras por parte del Departamento de Estado. La intención original era que el Congreso, los medios y la academia fueran el filtro para introducir lo que el Departamento de Estado dijo en el extranjero. En 1967, la Comisión Asesora sobre Información (más tarde rebautizada como Comisión Asesora sobre Diplomacia Pública) recomendó que se eliminara la prohibición de facto de la distribución nacional y señaló que "no hay nada en los estatutos que prohíba específicamente que los materiales de la USIA estén disponibles para el público estadounidense. En su lugar, lo que comenzó como precaución se ha convertido en política".
Esto cambió en 1972 cuando el senador J. William Fulbright  argumentó que la radiodifusión internacional de Estados Unidos debería ocupar el "lugar que le corresponde en el cementerio de las reliquias de la Guerra Fría" cuando enmendó con éxito la Ley para que especificara que cualquier material de programa "no será difundido" dentro de los Estados Unidos y ese material estará disponible "solo para examen" para los medios de comunicación, la academia y el Congreso. En 1985, el senador Edward Zorinsky declaró que la USIA no sería diferente a un órgano de propaganda soviética si sus productos estuvieran disponibles en el país. La Ley fue enmendada para decir: "ningún material de programa preparado por la Agencia de Información de los Estados Unidos será distribuido dentro de los Estados Unidos". Al menos un tribunal interpretó este lenguaje en el sentido de que los productos de la USIA estarían exentos de las solicitudes de la Ley de Libertad de Información. En respuesta, la Ley fue enmendada nuevamente en 1990 para permitir la distribución nacional de material de programa "12 años después de la difusión inicial" en el extranjero.
Las disposiciones segunda y tercera fueron de mayor interés para el Congreso, ya que respondieron a inquietudes críticas sobre la participación del público nacional por parte del gobierno. Agregado al proyecto de ley Bloom, el predecesor de la Ley Smith-Mundt en junio de 1946 por el representante John M. Vorys "para eliminar el estigma de la propaganda" y abordar las principales objeciones a las actividades de información que el Congreso pretendía autorizar. Estas disposiciones permanecen sin enmiendas y fueron el verdadero profiláctico para abordar las preocupaciones de que el gobierno de Estados Unidos crearía propaganda al estilo nazi o resucitaría actividades del tipo del CPI del presidente Woodrow Wilson. La enmienda decía que las actividades de información solo deben llevarse a cabo si es necesario para complementar la difusión internacional de información de las agencias privadas; que el Departamento de Estado no adquiriría el monopolio de la radiodifusión o cualquier otro medio de información; y que los líderes del sector privado deben ser invitados a revisar y asesorar al Departamento de Estado en este trabajo.
La sección 1437 de la Ley requiere que el Departamento de Estado maximice su uso de "agencias privadas". La sección 1462 exige "reducir las actividades de información del gobierno siempre que se determine que la difusión de información privada correspondiente es adecuada" y prohíbe que el Departamento de Estado tenga el monopolio de cualquier "medio de información". Combinados, estos brindan no solo protección contra la dominación del discurso nacional por parte del gobierno, sino también una "cláusula de expiración" para las actividades gubernamentales que el representante Karl Mundt y el subsecretario de Estado para Asuntos Públicos William Benton declararon claramente: mientras los medios privados estuvieran arriba, los medios del gobierno se retirarían.

## Modificación de 2012
La Ley de Modernización Smith-Mundt de 2012 fue presentada por el congresista estadounidense Mac Thornberry el 10 de mayo de 2012 en la Cámara de Representantes. El propósito del proyecto de ley es "autorizar la difusión nacional de información y material sobre los Estados Unidos destinados principalmente a audiencias extranjeras". Dicha ley, que modificó la ley Smith-Mundt, fue aprobada por el Congreso como parte de la ley de autorización de defensa nacional (NDAA por sus siglas en inglés) 2013 el 28 de diciembre de 2012. La modificación permite que los materiales producidos por el Departamento de Estado y la Junta de Gobernadores de Radiodifusión (BBG) sean distribuidos dentro de Estados Unidos.
El congresista estadounidense Adam Smith declaró con respecto al propósito del proyecto de ley que Al-Qaeda se estaba infiltrando en Internet para promover el antiamericanismo y que con la aprobación de la Ley de Modernización Smith-Mundt de 2012, el gobierno de Estados Unidos podría difundir información de diplomacia pública del Departamento de Estado para contrarrestar la información en el idioma árabe en el extranjero.
Varios medios de comunicación informaron que la NDAA de 2013 anuló una prohibición de 64 años sobre la difusión nacional de propaganda (descrita como "información de diplomacia pública") producida para audiencias extranjeras, eliminando efectivamente la distinción entre audiencias extranjeras y nacionales. El sitio web de noticias BuzzFeed News, por ejemplo, citó una fuente anónima que decía que la Ley de Modernización Smith-Mundt de 2012 permitiría que "la propaganda estadounidense destinada a influir en las audiencias extranjeras se use en la población nacional".
El Coordinador de Medios y Divulgación de la Oficina de Asuntos Africanos del Departamento de Estado de Estados Unidos, Gregory Garland, señaló que Estados Unidos se dispara a sí mismo por la prohibición de publicación de materiales producidos por el Departamento de Estado y el BBG dentro de las fronteras estadounidenses y por predicar libertad de prensa en el extranjero mientras practica la censura en casa. Argumentó en contra de una derogación completa de la Ley Smith-Mundt de 1948, afirmando que la ley "crea un cortafuegos estatutario entre los recursos destinados a audiencias extranjeras y los que se utilizan en el país. Derribe ese cortafuegos, y será cuestión de tiempo antes de que los recursos y el personal que se centran en hablar sobre Estados Unidos en el extranjero se desvíen a favor de los 'asuntos públicos' nacionales, el imperativo político a corto plazo de cualquier administración". 
Un funcionario anónimo del Pentágono que estaba preocupado por la versión de la ley de 2012 declaró: "Elimina la protección para los estadounidenses. Elimina la supervisión de las personas que quieren publicar esta información. No hay controles y equilibrios. Nadie sabe si la información es exacta, parcialmente exacta o totalmente falsa”. La revista The Atlantic se hizo eco de esas preocupaciones al señalar a 2 periodistas de USA Today que se convirtieron en el blanco de una campaña de difamación y propaganda después de informar que el programa de "operaciones de información" del ejército estadounidense gastó millones de dólares estadounidenses en campañas de marketing en Afganistán e Irak criticadas como ineficaces y mal supervisadas.

## Entidades cubiertas por la ley
Los siguientes son administrados por la Agencia de Estados Unidos para los Medios Globales, una agencia del gobierno de los Estados Unidos.
- La Voz de América (VOA), una red de radio, televisión e Internet que transmite en todo el mundo, destinada a la recepción fuera de los Estados Unidos.
- Alhurra, retransmisión de televisión por satélite a Oriente Medio
- Radio Farda, una estación de radio dirigida a Irán
- Radio Free Asia, una red de radio que transmite para Asia
- Radio Free Europe/Radio Liberty, una cadena de radio para Europa del Este y Oriente Medio
- Radio y Televisión Martí, cadena de radio y televisión para Cuba
- Radio Sawa, una estación de radio para el Medio Oriente

El Departamento de Estado también está cubierto por la Ley Smith-Mundt. Ningún otro departamento o agencia del gobierno de los Estados Unidos está cubierto por la Ley Smith-Mundt. La Agencia de los Estados Unidos para el Desarrollo Internacional y Millennium Challenge Corporation han manifestado no estar seguros de si están cubiertos.